# Tainisopus napierensis
Tainisopus napierensis är en kräftdjursart som beskrevs av Wilson och Winston F. Ponder 1992. Tainisopus napierensis ingår i släktet Tainisopus och familjen Tainisopidae. Inga underarter finns listade i Catalogue of Life.